# Lukas Leiber
Lukas Leiber (* 31. Juli 1896 in Hattingen; † 14. Februar 1974 in Villingen) war ein deutscher Forstbeamter.

## Leben
Leiber war der Sohn des Hattinger Ratsschreibers und Landwirts Friedrich Leiber. Sein Großvater mütterlicherseits war der langjährige Hattinger Bürgermeister Lukas Schmid.
Er besuchte zunächst das Berthold-Gymnasium in Freiburg, später das Fürstenberg-Gymnasium in Donaueschingen, wo er 1914 sein Abitur cum laude erhielt. Nach dem Krieg, in dem er als Artillerist kämpfte, studierte er an der TH Karlsruhe und später in Freiburg Forstwissenschaft. Anschließend war er zunächst am Karlsruher Forstamt beschäftigt.
1930 wurde er zum Leiter des Forstamts St. Märgen ernannt. Dort erkannte er, dass der vorgeschriebene, von Karl Philipp ausgearbeitete Keilschirmschlag, für die dortigen Wälder nicht geeignet war. Leiber vertrat den Standpunkt, dass anstelle allgemeinverbindlicher Vorschriften die Auswahl forstwirtschaftlicher Konzepte im Einzelfall unter Berücksichtigung des Standorts und der vorhandenen Baumarten erfolgen müsste. Ein Vortrag, in dem er 1937 – mittlerweile wieder im Forstamt Karlsruhe beschäftigt – seine Konzepte vorstellte, brachte ihm den Beifall der Zuhörer, aber auch ein Dienststrafverfahren ein, da Walter von Keudell mit Leibers Auffassung nicht einverstanden war. Jedoch wurde von Keudell noch im selben Jahr abgesetzt und Leiber als Waldbaureferent ins Reichsforstamt nach Berlin berufen. Während des Zweiten Weltkrieges setzte er sich in besonderer Weise für den Erhalt von Weißtannenbeständen ein. 1943 verfasste er den Tannenerlass, in dem er den Kahlschlag von Tannenbeständen untersagte und auch erklärte, dass die Tanne einen höheren Stellenwert haben müsse als das Wild. Leibers Tätigkeit in Berlin trug viel dazu bei, die deutschen Wälder während des Krieges zu schützen.
1945 kehrte Leiber nach Süddeutschland zurück, zunächst zu Verwandten nach Neckargemünd. 1947 übernahm er zunächst die Leitung des Forstamts Heidelberg, ehe er 1949 in Donaueschingen die Verwaltung der Fürstenbergischen Wälder übernahm. 1962 setzte er sich zur Ruhe. Er starb in der Nacht vom 14. zum 15. Februar 1974 im Krankenhaus in Villingen.

## Auszeichnungen
- 1962: Bundesverdienstkreuz 1. Klasse
- 1968: Wilhelm-Leopold-Pfeil-Preis
- 1972: Ehrendoktorwürde der Ludwig-Maximilians-Universität München